# Đặng Văn Tráng
Đặng Văn Tráng là một sĩ quan cấp cao trong Quân đội nhân dân Việt Nam, hàm Thiếu tướng, hiện đang giữ chức Phó Cục trưởng Cục Quân huấn, Bộ Tổng Tham mưu.

## Tiểu sử binh nghiệp
Năm 2014, ông được bổ nhiệm giữ chức Phó Cục trưởng Cục Quân huấn, Bộ Tổng Tham mưu.
Thiếu tướng (2014)